# Rosamund Pike
Rosamund Pike Mary Elizabeth (sinh 27 tháng 1 năm 1979) là một nữ diễn viên người Anh,nổi tiếng với vai phản diện Miranda Frost trong bộ phim Hẹn chết vào ngày khác (Die Another Day), Jane Bennet trong Kiêu hãnh và định kiến...

## Tiểu sử
Rosamund Pike được sinh ra ở Luân Đôn, Anh, cô là con gái duy nhất của nhạc sĩ, ca sĩ opera Caroline và Julian Pike. Cha của cô là giáo sư tại Nhạc viện Birmingham. Gia đình cô đi du lịch khắp châu Âu cho đến khi cô lên bảy tuổi, Pike nói thành thạo tiếng Pháp và tiếng Đức.
Trong khi học tại trường đại học, Pike cũng thủ một số vai diễn nho nhỏ nhưng không gây được tiếng vang. Pike thủ vai Elizabeth Malet Libertine (vào năm 2004) diễn xuất cùng với Johnny Depp, đã giành giải thưởng Nữ diễn viên xuất sắc nhất tại Giải thưởng phim độc lập Anh. Trong cùng năm đó, cô đóng vai Rose trong Đất Hứa (một bộ phim về Israel), và đóng vai chính là nhà khoa học Samantha Grimm. Và sau đó là hàng loạt bộ phim nổi tiếng khác; phải kể đến bộ phim "Gone Girl" cô thủ vai Amy một cô vợ làm nhà văn. Vai diễn Amy trong "Gone Girl" đã giúp cô có bệ phóng trong sự nghiệp của mình.
Trong khi tại Oxford, cô đã có một mối quan hệ hai năm với nam diễn viên Simon Woods. Năm 2009 cô gặp Robie Uniacke.